# MRCNS
MRCNS (ang. methicyllin-resistant coagulase-negative Staphylococcus) – metycylinooporny, koagulozo-ujemny szczep bakterii rodzaju Staphylococcus.
Ich selekcję w środowisku szpitalnym determinuje niewłaściwe i zbyt szerokie zastosowanie antybiotyków beta-laktamowych. Ich oporność zarówno z możliwości produkcji beta-laktamaz rozkładających antybiotyki beta-laktamowe jak i wytworzenia dodatkowego białka wiążącego penicyliny PBP2a o zmniejszonym powinowactwie do antybiotyków beta-laktamowych.
Brak koagulazy warunkuje zmniejszoną wirulencję szczepu oraz brak opłaszczającego i chroniącego przed fagocytozą działania powstałej na skutek obecności enzymu fibryny.